# Chalara aspera
Chalara aspera är en svampart som först beskrevs av Piroz. & Hodges, och fick sitt nu gällande namn av P.M. Kirk 1984. Chalara aspera ingår i släktet Chalara, divisionen sporsäcksvampar och riket svampar.   Inga underarter finns listade i Catalogue of Life.